# محرك ذو أسطوانة واحدة

محرك ذو اسطوانة واحدة، يعمل بشوطين. من نوع محرك أوتو.

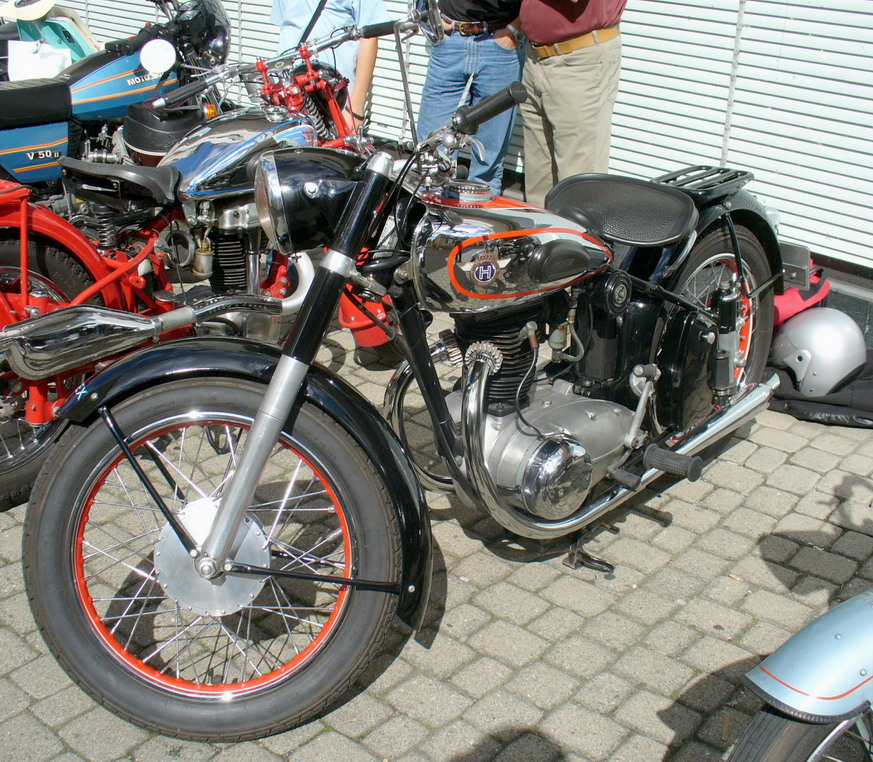
دراجة نارية ذات أسطوانة واحدة، وتعمل بأربعة أشواط.

الأشواط الأربعة في محرك احتراق داخلي

محرك ذو الاسطوانة الواحدة هو نوع من محركات الاحتراق الداخلي التي تعتمد على تحويل الطاقة الكيميائية الموجودة في مشتقات النفط إلى طاقة ميكانيكية.
محركات الاسطوانة الواحدة الأكثر انتشارا تعمل بالبنزين أو الديزل.
كما تجدر الإشارة ان هذا النوع من المحركات يمتاز بسهولة التصنيع.

## الحسنات والسيئات
كما ذكرنا سابقا فمن حسنات هذا النوع هي سهولة التصنيع والصيانة.
اما سيئات هذا النوع فهي محدودية العزم نتيجة محدودية سعة المحرك.
وتعتمد فكرة التشغيل على قوة الطرد المركزى وفي بعض الأحيان قوة القصور الذاتى لدوران عمود العزم التي تعطى دفعة لاستمرار دوران المحرك، ويتجلى ذلك في المعدات الزراعية التي تعمل بهذة الفكرة البسيطة.

## الاستعمال
هذا النوع يستخدم اليوم وبشكل واسع في مجال الدراجات النارية وخاصة الصغيرة منها التي لا تتعدى سعة اسطوانتها ال 50 cm³ كما أن هذه المحركات تستعمل بشكل واسع في صناعة المعدات الزراعية.
أيضا الكثير من المختبرات تستخدم هذه المحركات للبحوث وذلك لبساطة وسهولة هذا النوع وبالتالي نقل التجارب الناجحة واستخدامها بالمحركات ذات الاسطوانات المتعددة.

## اقرأ أيضا
- دورة أوتو
- شغل في نظام مفتوح
- شغل ميكانيكي
- محرك بنزين
- محرك ديزل
- دورة ديزل